# 美洲狗魚蛙
美洲狗魚蛙（Rana palustris），又名梭魚蛙或澤魚蛙，是一種北美洲的青蛙，特徵是背部有很多不規則的方形。

## 特徵
美洲狗魚蛙背部的方形可以混合成為一個大的長方形，而其他豹蛙則是有斑點的。牠們明顯的背側脊沒有斷開。最特別的是在後腳內側有橙色或黃色的閃電紋。雖然平原豹蛙也有類似的顏色，但其背側脊卻是在中間插入的。

## 分佈
美洲狗魚蛙西面分佈在美國由威斯康辛州、明尼蘇達州東南部、愛阿華州東部，經密蘇里州，下至德克薩斯州東部的地區。在東面則經路易斯安那州北部、密西西比州、阿拉巴馬州北部、喬治亞州及南卡羅萊納州至海岸。北至加拿大渥太華、魁北克、紐賓士域及新斯科舍。牠們在美國中西部的分佈很鬆散，較難發現牠們。

## 毒性
緊張的美洲狗魚蛙皮膚會分泌出一種對其他青蛙有毒的物質。這種物質對眼睛、黏膜或傷口呈中度刺激性。在接觸美洲狗魚蛙後應該清洗雙手。

## 外部連結
- 美洲狗魚蛙與豹蛙的比較
- USGS
- 美洲狗魚蛙的生物分析